# Гай Мінуцій Фундан
Гай Мінуцій Фундан (лат. Gaius Minucius Fundanus; ? — після 123) — державний та військовий діяч Римської імперії, консул-суффект 107 року.

## Життєпис
Походив з роду Мінуціїв з Тіцина. Про батьків немає відомостей. Був другом Плінія Молодшого, разом з яким вивчав філософію та красномовство. Військову службу розпочав як військовий трибун у XII Блискавичному легіону, що розташовувався у Капподокії. Надалі увійшов до сенату, обіймав посади квестора, народного трибуна, претора. Після цього очолив XV Аполлонів легіон. 
У 107 році став консулом-суффектом разом з Гаєм Веттеннієм Севером. Ймовірно брав участь у Парфянській кампанії Траяна. З 122 до 123 року як проконсул керував провінцією Азія. Про подальшу долю немає відомостей.

## Діти
- Мінуція, померла незадовго до свого весілля.